# Aluminose
L'aluminose est une maladie faisant partie de l'ensemble des pathologies de la pneumoconiose. Provoquée par une exposition prolongée à une atmosphère polluée de poussière d'aluminium, l'aluminose se caractérise par une perte importante de la ventilation pulmonaire du patient et par une augmentation de l'hypercapnie. Cette affection peut être décelée par le biais d'une tomodensitométrie à haute résolution.